# Мирабель (город)
Мирабе́ль (фр. Mirabel) — город в провинции Квебек, Канада, расположенный в региональном муниципалитете графства Мирабель и области Лорантиды.
Согласно данным переписи населения 2006 года в городе проживает 34 626 жителей.
В городе международный аэропорт Монреаля — Мирабель.
В городе развивается туристический проект, названный как Лак-Мирабель. Объём инвестиций оценивается в $ 350 млн и будет создавать 3200 рабочих мест. Город будут обслуживать пригородные поезда Бленвиль-Сентт-Жером. Пригородные поезда в Монреаль начали отправляться со станции Сент-Жером станции в понедельник 8 января 2007, с четырьмя поездами в каждом направлении, каждый рабочий день. Тем не менее, станция Мирабель ещё не открыта, в связи с задержками в перезонировании сельскохозяйственных земель для использования в качестве железнодорожной станции.

## История
Мирабель был сформирован путём экспроприации частных земель и слияния 8 муниципальных образований в 1971 году. Бывшие муниципалитеты (с их индивидуальными датами основания в скобках): Сент-Огюстен (1855); Сен-Бенуа (1855); Сент-Ерма (1855); Сент-Жанвье-де-Бленвиль (1855); Сент-Шоластик (1855); Сент-Кану (1857); Сент-Моник (1872), и Сент-Жанвье-де-ла-Круа (1959). Первоначально назывался Вилле де Сент-Шоластик и был переименован в Мирабель в 1973 году, город был запланирован стать огромным транспортным и промышленным центром для восточной части Канады с международным аэропортом Мирабель в его центре.
Аэропорт, который открылся в 1975 году, не стал главным центром авиации и идея не Материализовалась, в 2004 году аэропорт был закрыт для всех пассажирских перевозок. В 2000 году около 10 квадратных километров территории Мирабель была аннексирована городом Лашут.

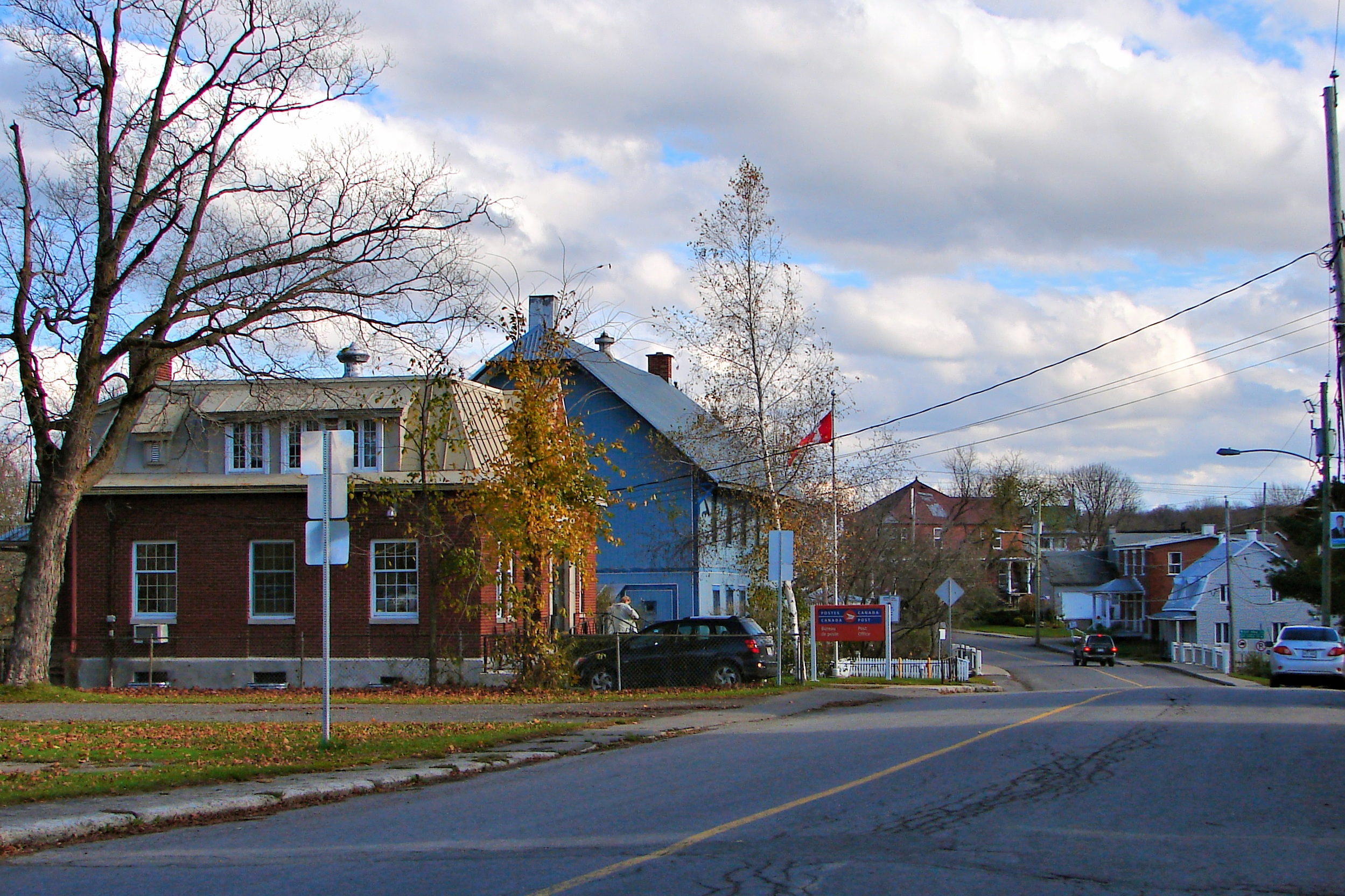
St-Scholastique
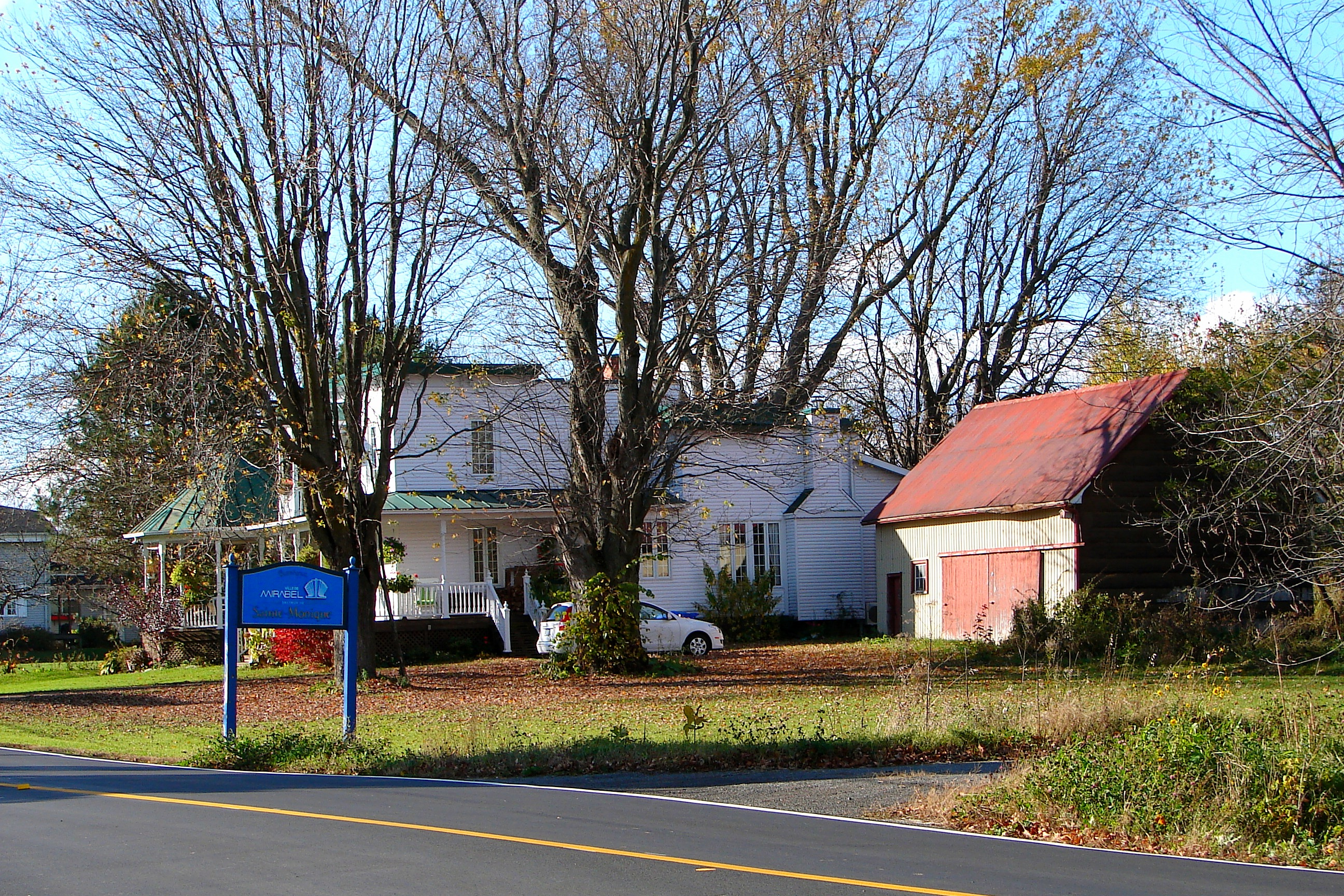
Ste-Monique

## Города-побратимы
- Шалон-ан-Шампань, Франция (2000)